# Liselotte Spreng
Liselotte Spreng, née le 15 février 1912 à Bienne (originaire de Graben) et morte le 25 novembre 1992 à Villars-sur-Glâne, est une médecin, femme politique suisse et militante pour les droits des femmes.

## Biographie
Liselotte Spreng naît Liselotte Brüstlein le 15 février 1912 à Bienne. Elle est originaire d'une autre commune du canton de Berne, Graben.
Fille du médecin Gilbert Brüstlein (1882-1954), originaire de Bâle, elle étudie la médecine aux universités de Berne et de Lausanne, où elle obtient son diplôme fédéral de médecine le 8 juin 1935.
En 1939, elle épouse le Dr Alfred Spreng (1907-1991), gynécologue, avec qui elle ouvre un cabinet à Fribourg en 1940. Elle y exerce la médecine jusqu'en 1977.
Pionnière du féminisme, elle contribue au développement de ce mouvement dans le canton de Fribourg. Elle est membre, puis présidente (1967) de l'Association fribourgeoise pour le suffrage féminin. 

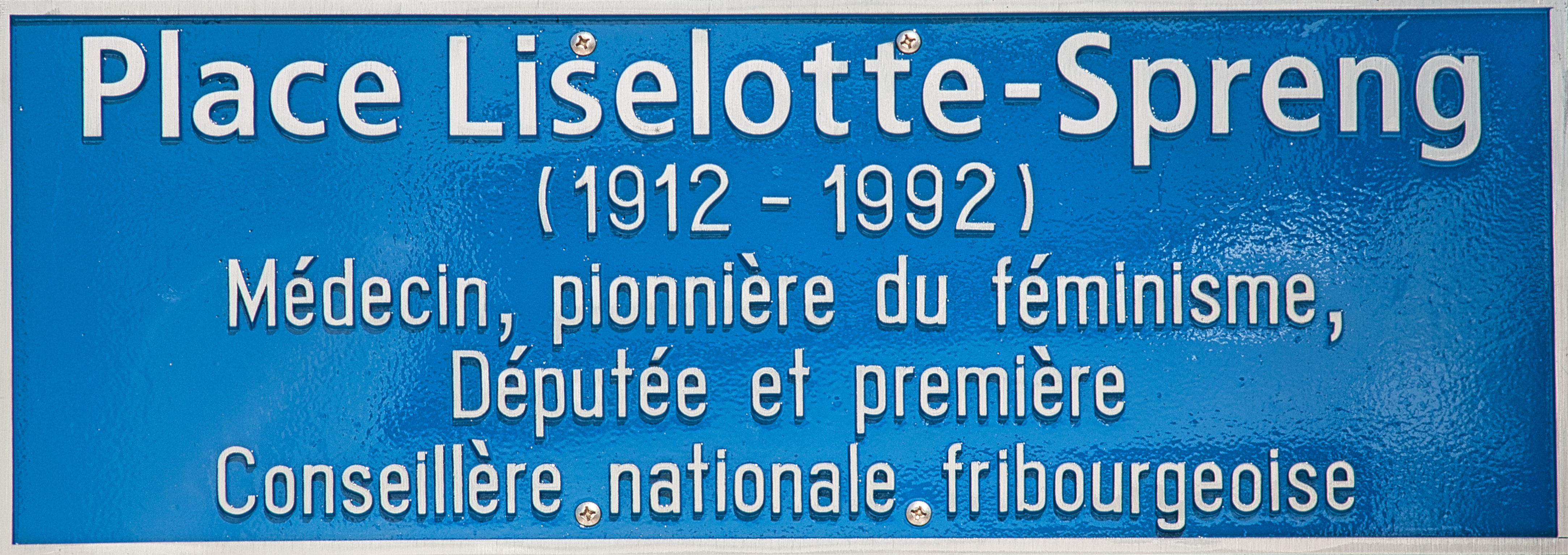
Place en l'honneur de Liselotte Spreng à Fribourg.

Après l'acceptation du droit de vote et d'éligibilité des femmes en 1971, elle est élue au Grand Conseil (1971-1976) et au Conseil national (1971-1983) dans les rangs des radicaux, devenant la première parlementaire fribourgeoise à Berne (membre de la commission militaire). 
Elle s'implique surtout dans les domaines du droit de la famille, de l'action humanitaire et de l'éthique médicale.